# Obtellina bougei
Obtellina bougei is een tweekleppigensoort uit de familie van de Tellinidae. De wetenschappelijke naam van de soort is voor het eerst geldig gepubliceerd in 1909 door Sowerby III.